# Mots croisés (film)
Pour les articles homonymes, voir Mots croisés.
Pour plus de détails, voir Fiche technique et Distribution.
Mots croisés est un film français réalisé par Pierre Colombier et Michel Linsky, sorti en 1926.

## Synopsis
Un employé de banque est passionné pour les mots croisés au point d'occulter sa vie sentimentale. Il décide de participer à un concours doté d'un prix de 10 000 dollars.

## Fiche technique
- Réalisation : Pierre Colombier (crédité sous le nom Pière Colombier) et Michel Linsky
- Scénario : Michel Linsky
- Production : Cinédor
- Photographie : Paul Cotteret, Henri Gondois
- Dates de sortie: 
  - 29 octobre 1926 ( France)

## Distribution
- Marfa Dhervilly : Madame Snowden
- Hubert Daix : Monsieur Snowden
- Colette Darfeuil : Mary
- Henri Debain : Percy Johnson
- Émile Vervet : Le professeur